# Giuseppe Capocchiani
Giuseppe Capocchiani (Crotone, 9 dicembre 1713 – Crotone, 15 ottobre 1788) è stato un vescovo cattolico italiano.

## Biografia
Nato a Crotone il 9 dicembre 1713, appartenne alla nobile famiglia crotonese dei Capocchiani.
Ordinato presbitero il 23 settembre 1747, fu nominato vescovo di Crotone il 18 aprile 1774; ricevette l'ordinazione episcopale il successivo 24 aprile nella chiesa di Santa Maria in Vallicella a Roma dal cardinale Francesco Saverio de Zelada e dai co-consacranti Orazio Mattei, arcivescovo titolare di Colossi, e Giuseppe Maria Contesini, arcivescovo titolare di Atene.
Morì a Crotone il 15 ottobre 1788 all'età di 74 anni.

## Genealogia episcopale
La genealogia episcopale è:
- Cardinale Scipione Rebiba
- Cardinale Giulio Antonio Santori
- Cardinale Girolamo Bernerio, O.P.
- Arcivescovo Galeazzo Sanvitale
- Cardinale Ludovico Ludovisi
- Cardinale Luigi Caetani
- Cardinale Ulderico Carpegna
- Cardinale Paluzzo Paluzzi Altieri degli Albertoni
- Papa Benedetto XIII
- Papa Benedetto XIV
- Papa Clemente XIII
- Cardinale Francesco Saverio de Zelada
- Vescovo Giuseppe Capocchiani